# ديميتار ديميتروف (لاعب كرة قدم مواليد 1959)
ديميتار ديميتروف (بالبلغارية: Димитър Димитров – Херо)‏ هو لاعب كرة قدم ومدرب كرة قدم وحكم كرة قدم بلغاري في مركز الدفاع، ولد في 9 يونيو 1959 في بورغاس في بلغاريا. لعب مع أكاداميك صوفيا.

## وصلات خارجية
- ديميتار ديميتروف (لاعب كرة قدم مواليد 1959) على موقع قاعدة بيانات كرة القدم.إي يو (الإنجليزية)
- ديميتار ديميتروف (لاعب كرة قدم مواليد 1959) على موقع عالم كرة القدم.نت (الإنجليزية)